# Heinrich Moritz (Metallurg)
|                                          | Dieser Artikel wurde im Portal Biografien zur Verbesserung eingetragen. Hilf mit, ihn zu bearbeiten, und beteilige dich an der Diskussion! |
| Vorlage:Portalhinweis/Wartung/Biografien | |

Heinrich Moritz (* 9. Oktober 1901 in Friedberg; † nach 1970) war ein deutscher Metallurg, Funktionär der Blockpartei CDU der DDR und Abgeordneter der Volkskammer in der DDR.

## Leben
Moritz besuchte die Volksschule und das Gymnasium in Weilburg an der Lahn. Nach dem Abitur studierte er von 1920 bis 1926 Berg- und Hüttenwesen an der Bergakademie Clausthal und beendete das Studium als Diplomingenieur. Anschließend wechselte er an die Universität Freiburg, wo er als Assistent bis 1936 im Mineralogischen Institut wirkte. In dieser Zeit wurde er 1933 zum Dr. phil. nat. promoviert. 
1936 wechselte Moritz zur Mansfeld AG nach Hettstedt, wo er unter verschiedenen Machthabern als Leiter der Spektrochemie, der Temperaturüberwachungsstelle und der Laborgießerei im Walzwerk Hettstedt wirkte. Dabei erlebte er das Kriegsende, die Umwandlung der Mansfeld AG in einen SAG-Betrieb und die Führung des Betriebes als volkseigenen Betrieb. Parallel dazu arbeitete er ab 1946 auch für die Kammer der Technik in Halle. Im gleichen Jahr trat er in die Blockpartei CDU in der sowjetischen Besatzungszone ein. Das Jahr 1950 bedeutete dann für Moritz politisch wie arbeitsmäßig eine Zäsur. Er wechselte nach Halle an das neu eingerichtete Amt für Material- und Warenprüfung, dessen Aufbau er anleitete und anschließend bis 1953 führte. Zugleich wurde er als CDU-Mitglied für ein Verfahren zur Prüfung der Qualität des noch flüssigen Stahls mit dem Titel Held der Arbeit ausgezeichnet. Er gehörte damit zu den ersten 52 Titelträgern in der DDR. Im Jahre 1950 wurde er für die CDU  Mitglied der Volkskammer, deren Abgeordneter er bis 1963 blieb. Weiterhin war Moritz von 1953 an für einige Jahre Mitglied des Hauptvorstandes der CDU. Darüber hinaus wechselte er 1953 nach Leipzig, wo er zunächst bis 1957 das spektrochemische Laboratorium im Zentralinstitut für Gießereitechnik leitete. Anschließend arbeitete er als Leiter der Abteilung Physik in derselben Einrichtung.

## Ehrungen
- 1950 Held der Arbeit[1]
- 1956 Vaterländischer Verdienstorden in Bronze[2]

## Werke und Schriften
- Die sulfidischen Erze der Tsumeb-Mine vom Ausgehenden bis zur XVI. Sohle (-460 m). In: Neues Jahrbuch für Mineralogie, Geologie und Paläontologie, Beil.-Bd. Abt. A. Band 67, 1933, S. 118–154.
- Die Spektrochemie (Spektralanalyse) im Betriebslaboratorium. Elsner Verlagsges., Berlin 1944.
- Spektrochemische Betriebsanalyse: praktische Ratschläge für die Ausführung spektrochemischer Analysen im Betriebslaboratorium. Enke, Stuttgart 1946 sowie ²1956 (Untertitel d. 2. Aufl.: ...mit praktischen Ratschlägen ...).
- Technik-Wörterbuch Spektroskopie, Spektralanalyse: english, deutsch, français, russkij, español, česky, polski, magyar; mit etwa 3500 Fachbegriffen. VEB Verlag Technik, Berlin, 1970 (zusammen mit Wojciech Klimecki, Tibor Török).
- Technical dictionary of spectroscopy and spectral analysis: English, French German, Russian with a supplement in Spanish; containing about 3500 technical terms. Pergamon Press, Oxford 1971 (zusammen mit Tibor Török).